# Melanoptilon veliterna
Melanoptilon veliterna là một loài bướm đêm trong họ Geometridae.